# USエアー5050便離陸失敗事故
USエアー5050便離陸失敗事故（USエアー5050びんりりくしっぱいじこ、英語: USAir Flight 5050）は1989年9月20日にラガーディア空港をシャーロット・ダグラス国際空港へ向けて離陸を開始したUSエアー5050便が離陸を中止したが停止できず滑走路をオーバーラン、バワリー湾に突入した事故である。

## 事故機・フライト情報

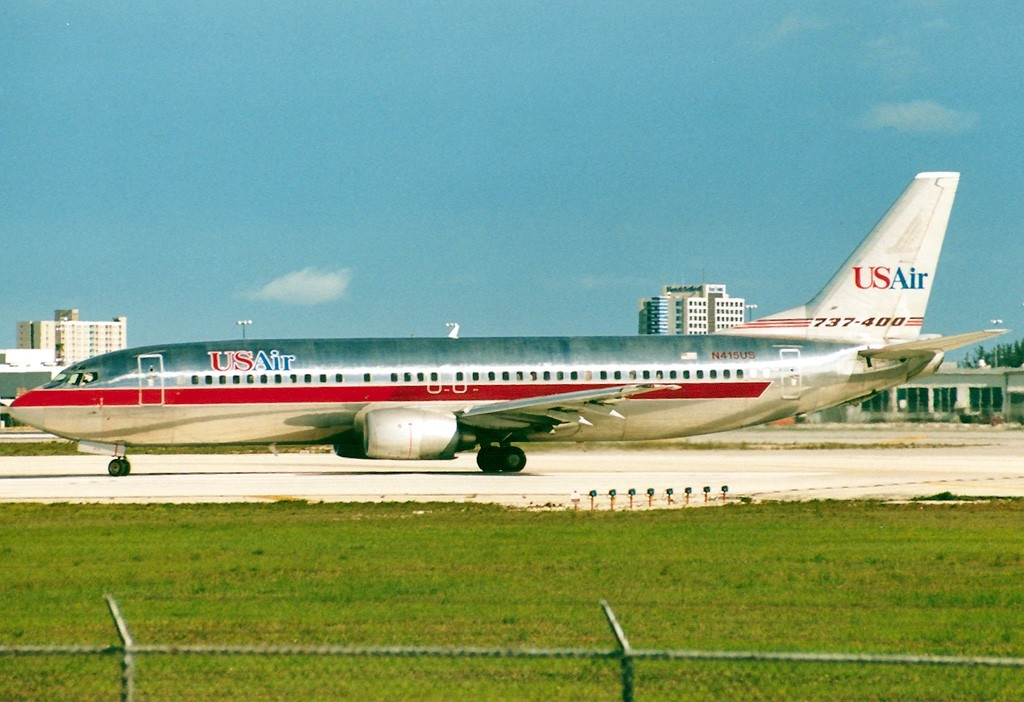
同型機のボーイング737-400

USエアー5050便は定期便ではなく、欠航となったニューヨーク州ラガーディア空港からノースカロライナ州シャーロット・ダグラス国際空港へ向かう定期便USエアー1846便の代替便であった。5050便にはボーイング737-400（登録番号N416US）が充当された:6。事故機は元々ピードモント航空の所有する機体で、1989年にUSエアーがピードモント航空を買収した際にUSエアーの所有機となった:6。事故機の飛行時間は2,235時間であった:6。

## 乗員
5050便の機長は当時36歳のマイケル・マーティンであった。マーティンはアメリカ空軍のC-130パイロットとしてパイロットキャリアを開始し、事故当時は空軍予備役軍団のメジャーランクを保持していた:5。マーティンは1984年にUSエアーの子会社であるピードモント航空に雇われ、ボーイング727の航空機関士を1年務めた後ボーイング737に移った:5。マーティンの航空会社の機長としての訓練は2回中断された。1回目は空軍予備役軍団の配属によるもの、2回目は個人の病気によるものであった:5。マーティンは事故時点でボーイング737で2,625時間飛行しており、うち737-400の機長としての飛行時間は140時間であった:5。
5050便の副操縦士は当時29歳のコンスタンティン・クレイサスであった。クレイサスは事故の3ヶ月前にピードモント航空に雇われており、5050便が操縦教官による監督無しでの離陸を行う初のフライトであった:49。
どちらのパイロットもコックピットのリソースマネジメントに関する正式な訓練を受けていなかった:5–6。事故当時の空港は気象条件が悪く視程も短く、滑走路は濡れていた。それにもかかわらずマーティン機長は出発前にクレイサス副操縦士と離陸中止などの緊急時の手順について話し合わなかった:49。

## 事故

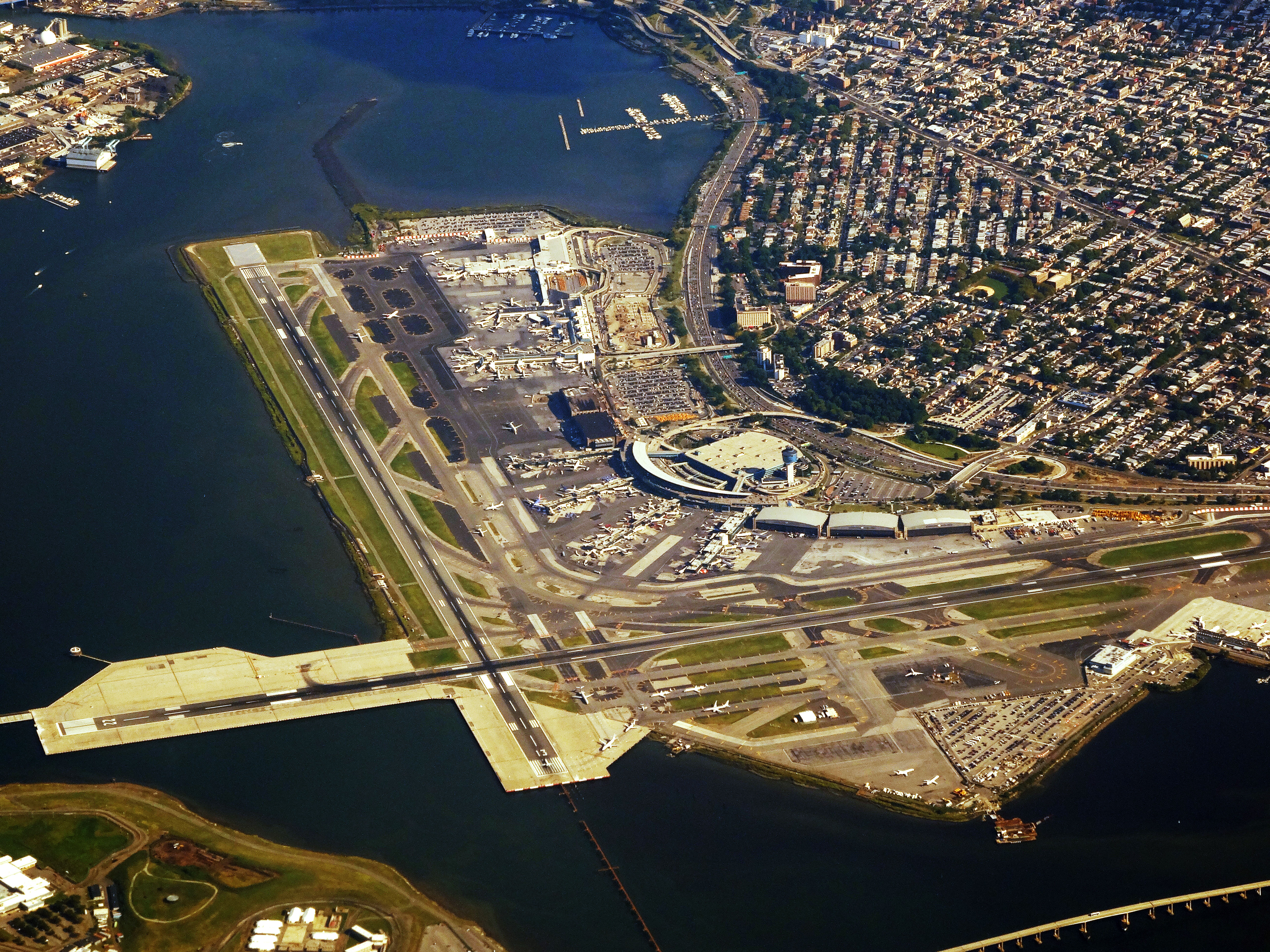
ラガーディア空港。事故機は滑走路31を写真上から下に向かって離陸滑走を行い滑走路先のバワリー湾に突入した。

5050便は滑走路31からの離陸許可を得た。滑走路31はバワリー湾に突き出たデッキで終わる全長7,000フィート (2,135m) の滑走路である:7。
滑走路31に進入後、副操縦士が離陸時の操縦を担当し5050便は加速していったがしばらくして機体が左に逸れていった。このため機長は前脚操向輪を使用して方向を修正しようとした。しばらくして彼らは「バン!」という音を聞き、それからゴロゴロという音を聞いた:1。この音は機長が前脚操向輪を不適切に使用したためにホイールが外れ、左前脚から空気が抜けた音と考えられている:47。この音を聞いた機長は副操縦士から操縦を引き継ぎ離陸を中止したが滑走路端までに停止させることができなかった:1。
機体は滑走路端をオーバーランした後、木製の進入灯支柱に衝突した。機体は3つに分解し、機体前方は倒れた支柱に乗りかかる形で海面上に留まり、機体後部の一部は海面下に沈んだ:13。

### 避難
L1ドアとL2ドア以外のすべての出口は避難に使用された。シニア客室乗務員のウェイン・リードはL1ドアを開けることができず、L2ドアは水がキャビンに入ってきた際に一度開放され、ケリー・ドノヴァンによって閉められた。客室乗務員のスーザン・ヘアルソンはR1ドアを開き脱出用スライドを展開した。R2ドアを開いた客室乗務員ジョリーン・ギャルミッシュは脱出用スライドが上に展開され出口を塞ぐかもしれないと考え、ドアを開く前に脱出用スライドの展開を解除した。また、4つ全ての主翼上の緊急脱出ドアが避難に使用された。
座席21Fと22Aに閉じ込められていた最後の乗客は、事故の約90分後に救出された。
乗員乗客63人のうち乗客2人が死亡、乗客15人が負傷した。

## 事故分析
NTSBは調査中に多数の"クルーの調整問題"を発見した。これは5050便の離陸失敗という結果に関係していた。
- 機長がボルチモア・ワシントン国際空港かラガーディア空港離陸前、もしくは事故前9時間のうちいずれかの時点で長時間のブリーフィングまたは緊急ブリーフィングを行わなかったこと。
- 会社と製造業者の推奨に反して、機長が濡れた短い滑走路でオートブレーキを外して離陸を実行する決定をしたこと。
- チェックリストに応じて、クルーが不適切なラダートリム設定を検出できなかったこと。
- 乗員がラダーペダルの変位、タキシング中の情報、離陸のためのホールドによって不適切なラダートリム設定を検出できなかったこと。
- ATCの指示に従って、タキシング中に航空機が誘導路GOLF GOLFでホールドされなかったこと (明らかな違反ではあるが今回の事故とは関係ない)。
- 離陸滑走開始時に副操縦士が正しいボタンを押してオートスロットルを有効にせず手動で推力を調整したこと。結果として生じる左右エンジンの推力上昇のずれと左エンジンの推力設定が右エンジンより僅かに低かったことで滑走距離の延長と機体の左へのずれが発生した。
- 離陸滑走の際、機長から副操縦士へ専門的な方法で円滑に操縦が引き継がれなかったためどちらが操縦をしているかで混乱が生じたこと。
- 機長が速度の読み上げを行わず、離陸中止決定前に現在の速度が分からなかったこと。計算された離陸決心速度 (V1) は125ノットであったが、機長が離陸中止を決定した時の速度は130ノットであった。
- 機長が標準的な用語で離陸中止の決定を発表しなかったこと。このため副操縦士はどのような行動が取られているのかについて混乱した結果となった。
- 機長が離陸中止手順を迅速かつ積極的に実行できなかったこと。迅速に正確な手順で制動が行われた場合、5.5秒ほど制動時間が短縮されたためギリギリ滑走路上で停止できた可能性がある[1]。

機長は、副操縦士にステアリング操作を促すため、「君がステアリングを持て（You got the steering）」と言おうとした。しかし、誤って「ステアリングを持つ（Got the steering）」と言ったため、副操縦士は機長がステアリング操作を行うと解釈した。これにより、副操縦士は方向舵を踏む力を弱めてしまった。結果、機体は左に逸れだしてしまった。

### ラダートリムの問題

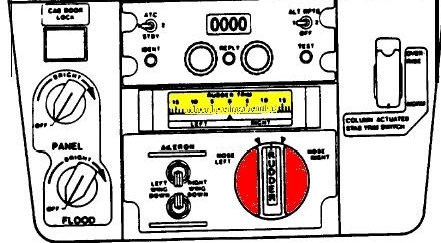
B737-400のパイロットシート間、センターコンソール後部のラダートリムコントロール（赤）とラダートリムポジションインジケーター (黄)。出発前チェックリストと離陸前チェックリストを実行した際にパイロットはインジケーターの針が中央にあることを確認しなければならない。

デジタルフライトデータレコーダーを分析したところ、ラダートリムは左端に移動していたが機体はゲートに駐機されていた。ゲートに駐機中はフライトデータレコーダーへの電源がオフになっているため、NTSBはラダートリムが左端まで移動した理由を特定することができなかった。最終的に誰かがジャンプシート（コントロールペデスタルの真後ろに位置）に着席し、コントロールペデスタルの上に足を置いていて誤ってトリムノブを切り替えたと推測された。このノブは、そこから突き出た平らでまっすぐな部分を持ち上げていた。この事故の後、同様の事態を防ぐためにボーイング737のラダートリムノブは丸みを帯び、台座の後部の周りに高い隆起部が追加された。離陸前チェックリストを行った時点でパイロットはラダーの異常に気付くはずであったが、パイロットはその時点でラダーがゼロトリム（ニュートラル）位置にあることを確認しなかった。機長はまた、滑走路へのタキシング中にラダーペダルが不均等に4¼インチ変位し、前輪が左に４度傾いていることに気付かなかった。
NTSBは結局、事故機が離陸するまでの間に機長が何故ラダーペダルの位置のずれ、常時左折しようとする機体の傾向、出発前と離陸前の2度のチェックリストの確認項目に入っているなどラダーの異常に気付くチャンスがあったにもかかわらず異常を認識できなかったのかを理解できなかった。
レポートで論じられている安全上の問題はボーイング737-400のラダートリムコントロールの設計と位置、離陸中の乗員の調整とコミュニケーション、乗員の組み合わせ、そして衝突時の生存可能性である。これらの問題に対処するための安全勧告は、連邦航空局およびニューヨーク・ニュージャージー港湾公社に対して行われた。
(The safety issues discussed in the report are the design and location of the rudder trim control on the Boeing 737-400, air crew coordination and communication during takeoffs, crew pairing, and crash survivability. Safety Recommendations addressing these issues were made to the Federal Aviation Administration and the Port Authority of New York and New Jersey.)

## パイロットの薬物・アルコール検査
5050便の2人のパイロットを代表する労働組合であったALPA（航空会社パイロット協会）はパイロットを隔離し、薬物とアルコールに対するいかなる検査も無意味となる時間までパイロットの居場所を明らかにすることを拒んだ。この行動に当然ながらNTSBの捜査官は非常に怒り、非常に珍しく強い声明が公式の事故報告に含まれることになった。
安全委員会は、事故の約40時間後まで連邦捜査官が5050便のパイロットと話すことを許されなかったことを非常に心配している。パイロットに面会し、彼らに毒物学的サンプルを提供させるというUSエアーとALPAへの具体的な要求は事故の約10時間後と約20時間後になされた。USエアーの代表は、パイロットがどこで隔離されたのかわからないと述べた。航空会社パイロット協会の代表は、パイロットがどこにいたのかも分からないと最初に述べ、その後彼らの位置がメディアによって見つけられないように差し控えられていたと述べた。これは調査プロセスをかなり複雑にした。このような長期間にわたるパイロットの隔離は、多くの点で連邦政府の調査と干渉しており実行不可能である。
(The Safety Board is extremely concerned that no federal investigators were allowed to speak to the pilots of flight 5050 until almost 40 hours after the accident. Specific requests to USAir and ALPA to interview the pilots and to have them provide toxicological samples were made about ten hours and again about 20 hours after the accident. USAir representatives stated they did not know where the pilots were sequestered. The Air Line Pilots Association representatives initially stated that they also did not know where the pilots were, then later stated that their location was being withheld so they could not be found by the media. This complicated the investigative process to a great degree. The sequestering of the pilots for such an extended period of time in many respects borders on interference with a federal investigation and is inexcusable.)
FAAは事故の44時間後にパイロットがようやく姿を現した際に、パイロットがNTSBの事故調査官に面会することを強制する召喚令状を準備中であった。FAAはパイロットが墜落後速やかに捜査官に面会しなかったために免許の緊急停止を処理していた。
パイロットは血液と尿の両方のサンプルを提供するよう要求された。パイロットはALPAの弁護士の助言によりいかなる血液サンプルの提供も拒否したが、尿サンプルは提供した。ALPA当局者はメディア記者から提出された質問への回答を拒否した。地元の法執行当局者は、機長が「離陸直前に混乱して不合理に行動していた」と墜落後に警察に通報が入ったためその噂を追跡し始めた。しかし、彼らはその噂を裏付ける証人を見つけることができなかった。
FAAは、パイロットが最終的に姿を現した直後に免許を停止した。

## NTSBの推定原因
国家運輸安全委員会はこの事故の推定原因は、機長が離陸を中止するために適時に指揮権限を行使しなかった、または離陸を継続するための十分な制御を取らなかったことであると判断した。また、離陸が開始される前にラダーの異常に機長が気付かなかったことも原因とされる。
(The National Transportation Safety Board determines that the probable cause of this accident was the captain's failure to exercise his command authority in a timely manner to reject the takeoff or take sufficient control to continue the takeoff, which was initiated with a mistrimmed rudder. Also causal was the captain's failure to detect the mistrimmed rudder before the takeoff was attempted.)